# Aphaenogaster phillipsi
Aphaenogaster phillipsi is een mierensoort uit de onderfamilie van de Myrmicinae. De wetenschappelijke naam van de soort werd voor het eerst geldig gepubliceerd in 1916 door Wheeler, W.M. & Mann.